# Petershausen
Petershausen è un comune tedesco di 5 941 abitanti, situato nel land della Baviera.